# Athlétisme aux Jeux olympiques d'été de 1976
Pour des articles plus généraux, voir Jeux olympiques d'été de 1976 et Athlétisme aux Jeux olympiques.
Navigation
Les épreuves d'athlétisme des Jeux olympiques d'été de 1976 ont eu lieu du 23 juillet au 31 juillet 1976 au Stade olympique de Montréal. 1 006 athlètes issus de 80 nations ont pris part aux 37 épreuves du programme (14 féminines et 23 masculines). La compétition, qui voit la disparition au programme olympique du 50 kilomètres marche masculin, est marquée par l'amélioration de sept records du monde et de quatre records olympiques.

## Faits marquants
- Ces Jeux, et tout particulièrement les épreuves d'athlétisme, ont été marqués par le boycott des pays africains. Ce boycott avait pour but de protester contre la participation de la Nouvelle-Zélande dont l'équipe de rugby a effectué une tournée en Afrique du Sud.
- L’Allemagne de l'Est emporte largement le plus grand nombre de médailles d'or. Ces résultats resteront entachés par de fortes suspicions de dopage.
- Septième médaille olympique de la Polonaise Irena Szewińska, avec un record du monde en finale du 400 m (49 s 29).
- Doublé du Cubain Alberto Juantorena sur 400 m et 800 m.
- Doublé du Finlandais Lasse Virén sur 5 000 et 10 000 m.
- Le Hongrois Miklós Németh gagne le lancer du javelot, son père Imre avait remporté le lancer du marteau en 1948.

## Résultats

### Hommes
| Épreuves | Or                                                                                | Argent                                                                                     | Bronze                                                                                              |
| --- | --------------------------------------------------------------------------------- | ------------------------------------------------------------------------------------------ | --------------------------------------------------------------------------------------------------- |
| 100 m détails | Hasely Crawford 10 s 06                                                           | Don Quarrie 10 s 08                                                                        | Valeriy Borzov 10 s 14                                                                              |
| 200 m détails | Don Quarrie 20 s 23                                                               | Millard Hampton 20 s 29                                                                    | Dwayne Evans 20 s 43                                                                                |
| 400 m détails | Alberto Juantorena 44 s 26                                                        | Fred Newhouse 44 s 40                                                                      | Herman Frazier 44 s 95                                                                              |
| 800 m détails | Alberto Juantorena 1 min 43 s 50 (WR)                                             | Ivo Van Damme 1 min 43 s 86                                                                | Rick Wohlhuter 1 min 44 s 12                                                                        |
| 1 500 m détails | John Walker 3 min 39 s 17                                                         | Ivo Van Damme 3 min 39 s 27                                                                | Paul-Heinz Wellmann 3 min 39 s 33                                                                   |
| 5 000 m détails | Lasse Viren 13 min 24 s 76                                                        | Dick Quax 13 min 25 s 16                                                                   | Klaus-Peter Hildenbrand 13 min 25 s 38                                                              |
| 10 000 m détails | Lasse Viren 27 min 40 s 38                                                        | Carlos Lopes 27 min 45 s 17                                                                | Brendan Foster 27 min 54 s 92                                                                       |
| Marathon détails | Waldemar Cierpinski 2 h 09 min 55                                                 | Frank Shorter 2 h 10 min 45                                                                | Karel Lismont 2 h 11 min 12                                                                         |
| 110 m haies détails | Guy Drut 13 s 30                                                                  | Alejandro Casanas 13 s 33                                                                  | Willie Davenport 13 s 38                                                                            |
| 400 m haies détails | Edwin Moses 47 s 63 (WR)                                                          | Mike Shine 48 s 69                                                                         | Yauhen Hauvrylenka 49 s 45                                                                          |
| 3 000 m steeple détails | Anders Gärderud 8 min 08 s 02 (WR)                                                | Bronisław Malinowski 8 min 09 s 11                                                         | Frank Baumgartl 8 min 10 s 36                                                                       |
| 4 × 100 m détails | États-Unis Harvey Glance John Wesley Jones Millard Hampton Steven Riddick 38 s 33 | Allemagne de l'Est Manfred Kokot Jörg Pfeifer Klaus-Dieter Kurrat Alexander Thieme 38 s 66 | Union soviétique Aleksandr Aksinin Nikolay Kolesnikov Juris Silovs Valeriy Borzov 38 s 78           |
| 4 × 400 m détails | États-Unis Herman Frazier Benjamin Brown Fred Newhouse Maxie Parks 2 min 58 s 65  | Pologne Ryszard Podlas Jan Werner Zbigniew Jaremski Jerzy Pietrzyk 3 min 01 s 43           | Allemagne de l'Ouest Franz-Peter Hofmeister Lothar Krieg Harald Schmid Bernd Herrmann 3 min 01 s 98 |
| 20 km marche détails | Daniel Bautista 1 h 24 min 41                                                     | Hans-Georg Reimann 1 h 25 min 14                                                           | Peter Frenkel 1 h 25 min 30                                                                         |
| Saut en longueur détails | Arnie Robinson 8,35 m                                                             | Randy Williams 8,11 m                                                                      | Frank Wartenberg 8,02 m                                                                             |
| Triple saut détails | Viktor Saneïev 17,29 m                                                            | James Butts 17,18 m                                                                        | Joao Carlos de Oliveira 16,90 m                                                                     |
| Saut en hauteur détails | Jacek Wszoła 2,25 m                                                               | Greg Joy 2,23 m                                                                            | Dwight Stones 2,21 m                                                                                |
| Saut à la perche détails | Tadeusz Slusarski 5,50 m                                                          | Antti Kalliomäki 5,50 m                                                                    | Dave Roberts 5,50 m                                                                                 |
| Lancer du poids détails | Udo Beyer 21,05 m                                                                 | Yevgeniy Mironov 21,03 m                                                                   | Aleksandr Baryshnikov 21,00 m                                                                       |
| Lancer du disque détails | Mac Wilkins 67,50 m                                                               | Wolfgang Schmidt 66,22 m                                                                   | John Powell 65,70 m                                                                                 |
| Lancer du marteau détails | Youri Sedykh 77,52 m                                                              | Aleksey Spiridonov 76,08 m                                                                 | Anatoliy Bondarchuk 75,48 m                                                                         |
| Lancer du javelot détails | Miklos Németh 94,58 m (WR)                                                        | Hannu Siitonen 87,92 m                                                                     | Gheorghe Megelea 87,16 m                                                                            |
| Décathlon détails | Bruce Jenner 8 618 pts (WR)                                                       | Guido Kratschmer 8 411 pts                                                                 | Nikolay Avilov 8 369 pts                                                                            |
| Records et Performances - AR : Record continental (area record) - CR : Record des championnats (championship record) - MR : Record du meeting (meet record) - NR : Record national (national record) - OR : Record olympique (olympic record) - PR : Record paralympique (paralympic record) - PB : Record personnel (personal best) - SB : Meilleure performance personnelle de la saison (season's best) - WL : Meilleure performance mondiale de l'année (world leader) - WJR : Record du monde junior (world junior record) - WR : Record du monde (world record) Circonstances et Conditions - DNF : N'a pas terminé (did not finish) - DNS : N'a pas pris le départ (did not start) - DQ : Disqualification (disqualification) - NM : Aucun essai valable enregistré (No Mark) - Q : Qualifié « directement » au prochain tour (ou à la prochaine compétition), lors d'une compétition majeure, grâce au classement ou à la réalisation des minima (automatic qualifier) - q : Qualifié au prochain tour (ou à la prochaine compétition), lors d'une compétition majeure, grâce au repêchage ou à la réalisation de l'une des meilleures performances parmi celles des « non qualifiés directement » (grâce au meilleur temps ou à la meilleure distance par exemple) (secondary qualifier) |                                                                                   |                                                                                            | |

### Femmes
| Épreuves | Or                                                                                                  | Argent                                                                                      | Bronze                                                                                               |
| --- | --------------------------------------------------------------------------------------------------- | ------------------------------------------------------------------------------------------- | --- |
| 100 m détails | Annegret Richter 11 s 08                                                                            | Renate Stecher 11 s 13                                                                      | Inge Helten 11 s 17                                                                                  |
| 200 m détails | Bärbel Eckert 22 s 37 (OR)                                                                          | Annegret Richter 22 s 39                                                                    | Renate Stecher 22 s 47                                                                               |
| 400 m détails | Irena Szewinska 49 s 29 (WR)                                                                        | Christina Brehmer 50 s 51                                                                   | Ellen Streidt 50 s 55                                                                                |
| 800 m détails | Tatyana Kazankina 1 min 54 s 94 (WR)                                                                | Nikolina Shtereva 1 min 55 s 42                                                             | Elfi Zinn 1 min 55 s 60                                                                              |
| 1 500 m détails | Tatyana Kazankina 4 min 05 s 48                                                                     | Gunhild Hoffmeister 4 min 06 s 02                                                           | Ulrike Klapezynski 4 min 06 s 09                                                                     |
| 100 m haies détails | Johanna Schaller 12 s 77                                                                            | Tatyana Anisimova 12 s 78                                                                   | Natalya Lebedeva 12 s 80                                                                             |
| 4 × 100 m détails | Allemagne de l'Est Marlies Oelsner Renate Stecher Carla Bodendorf Bärbel Eckert 42 s 55 (OR)        | Allemagne de l'Ouest Elvira Poßekel Inge Helten Annegret Richter Annegret Kroninger 42 s 59 | Union soviétique Tetyana Prorochenko Lyudmila Maslakova Nadezhda Besfamilnaya Vera Anisimova 43 s 09 |
| 4 × 400 m détails | Allemagne de l'Est Doris Maletzki Brigitte Rohde Ellen Streidt Christina Brehmer 3 min 19 s 23 (WR) | États-Unis Debra Sapenter Sheila Ingram Pamela Jiles Rosalyn Bryant 3 min 22 s 81           | Union soviétique Inta Kļimoviča Lyudmila Aksenova Natalia Sokolova Nadezhda Ilyina 3 min 24 s 24     |
| Saut en longueur détails | Angela Voigt 6,72 m                                                                                 | Kathy McMillan 6,66 m                                                                       | Lidya Alfyeyeva 6,60 m                                                                               |
| Saut en hauteur détails | Rosemarie Ackermann 1,93 m (OR)                                                                     | Sara Simeoni 1,91 m                                                                         | Yordanka Blagoeva 1,91 m                                                                             |
| Lancer du poids détails | Ivanka Hristova 21,16 m                                                                             | Nadezhda Chizhova 20,96 m                                                                   | Helena Fibingerova 20,67 m                                                                           |
| Lancer du disque détails | Evelin Schlaak 69,00 m                                                                              | Maria Vergova 67,30 m                                                                       | Gabriele Hinzmann 66,84 m                                                                            |
| Lancer du javelot détails | Ruth Fuchs 65,94 m                                                                                  | Marion Becker 64,70 m                                                                       | Kathy Schmidt 63,96 m                                                                                |
| Pentathlon détails | Sigrun Siegl 4 745 pts                                                                              | Christine Laser 4 745 pts                                                                   | Burglinde Pollak 4 740 pts                                                                           |
| Records et Performances - AR : Record continental (area record) - CR : Record des championnats (championship record) - MR : Record du meeting (meet record) - NR : Record national (national record) - OR : Record olympique (olympic record) - PR : Record paralympique (paralympic record) - PB : Record personnel (personal best) - SB : Meilleure performance personnelle de la saison (season's best) - WL : Meilleure performance mondiale de l'année (world leader) - WJR : Record du monde junior (world junior record) - WR : Record du monde (world record) Circonstances et Conditions - DNF : N'a pas terminé (did not finish) - DNS : N'a pas pris le départ (did not start) - DQ : Disqualification (disqualification) - NM : Aucun essai valable enregistré (No Mark) - Q : Qualifié « directement » au prochain tour (ou à la prochaine compétition), lors d'une compétition majeure, grâce au classement ou à la réalisation des minima (automatic qualifier) - q : Qualifié au prochain tour (ou à la prochaine compétition), lors d'une compétition majeure, grâce au repêchage ou à la réalisation de l'une des meilleures performances parmi celles des « non qualifiés directement » (grâce au meilleur temps ou à la meilleure distance par exemple) (secondary qualifier) | |                                                                                             | |

## Tableau des médailles
| Rang  | Nation               | Or | Argent | Bronze | Total |
| ----- | -------------------- | -- | ------ | ------ | ----- |
| 1     | Allemagne de l'Est   | 11 | 7      | 9      | 27    |
| 2     | États-Unis           | 6  | 8      | 8      | 22    |
| 3     | Union soviétique     | 4  | 4      | 10     | 18    |
| 4     | Pologne              | 3  | 2      | 0      | 5     |
| 5     | Finlande             | 2  | 2      | 0      | 4     |
| 6     | Cuba                 | 2  | 1      | 0      | 3     |
| 7     | Allemagne de l'Ouest | 1  | 4      | 4      | 9     |
| 8     | Bulgarie             | 1  | 2      | 1      | 4     |
| 9     | Jamaïque             | 1  | 1      | 0      | 2     |
| 9     | Nouvelle-Zélande     | 1  | 1      | 0      | 2     |
| 11    | France               | 1  | 0      | 0      | 1     |
| 11    | Hongrie              | 1  | 0      | 0      | 1     |
| 11    | Suède                | 1  | 0      | 0      | 1     |
| 11    | Mexique              | 1  | 0      | 0      | 1     |
| 11    | Trinité-et-Tobago    | 1  | 0      | 0      | 1     |
| 16    | Belgique             | 0  | 2      | 1      | 3     |
| 17    | Canada               | 0  | 1      | 0      | 1     |
| 17    | Italie               | 0  | 1      | 0      | 1     |
| 17    | Portugal             | 0  | 1      | 0      | 1     |
| 20    | Brésil               | 0  | 0      | 1      | 1     |
| 20    | Tchécoslovaquie      | 0  | 0      | 1      | 1     |
| 20    | Grande-Bretagne      | 0  | 0      | 1      | 1     |
| 20    | Roumanie             | 0  | 0      | 1      | 1     |
| Total | Total                | 37 | 37     | 37     | 111   |